# 물고기 먹이

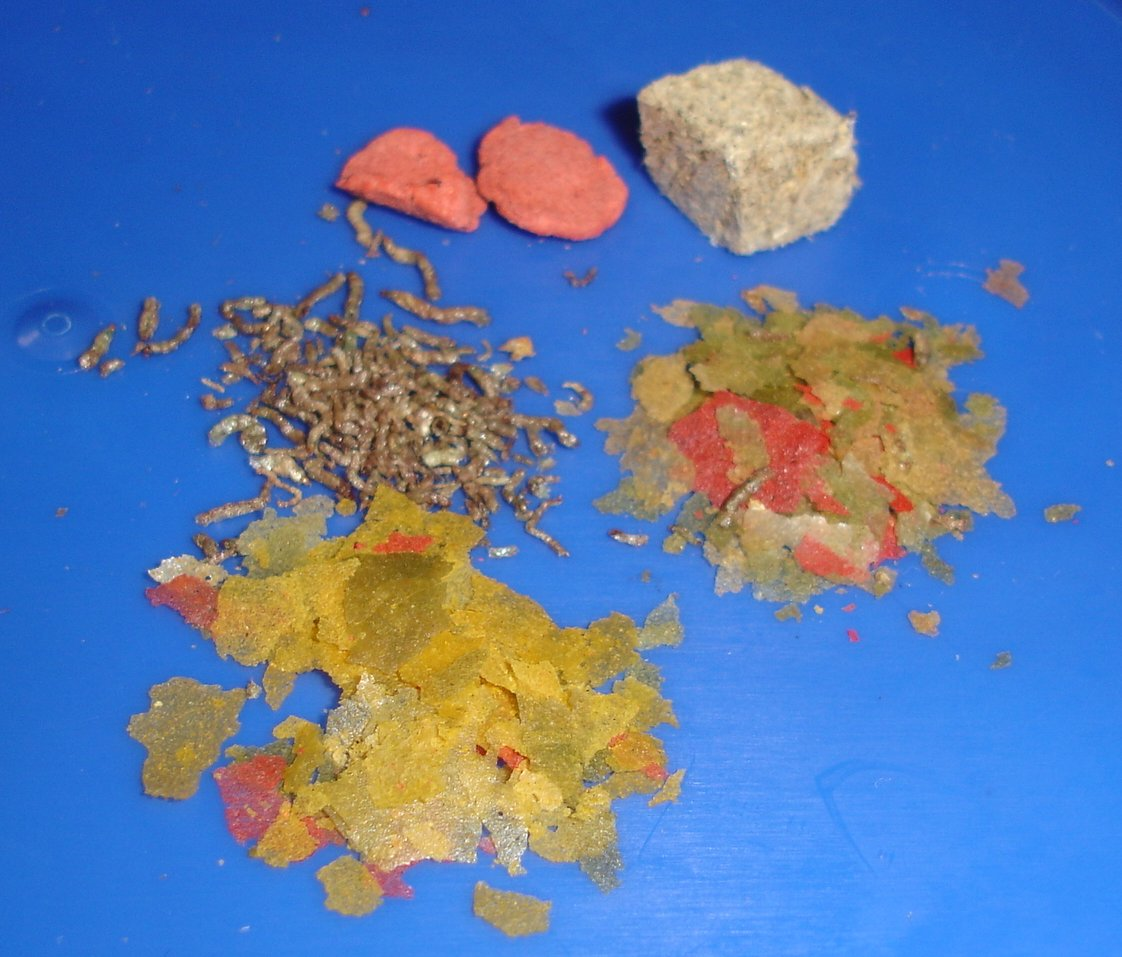
다양한 물고기 먹이

물고기 먹이는 수족관, 어항, 연못 등에서 키우는 애완 물고기가 소비할 목적으로 만들어진 식물성 또는 동물성 먹이다. 물고기 먹이에는 일반적으로 물고기를 건강하게 유지하는 데 필요한 거대 영양소, 미량 원소, 비타민이 포함되어 있다. 약 80%의 물고기 사육자는 물고기에게 조각, 알갱이, 정제 형태로 가장 일반적으로 생산되는 독점적으로 준비된 먹이만 먹인다.